# Cihaur (Banjarharjo)
Cihaur is een bestuurslaag in het regentschap Brebes van de provincie Midden-Java, Indonesië. Cihaur telt 3673 inwoners (volkstelling 2010).